# Leszek Burakowski
Leszek Zbigniew Burakowski (ur. 28 czerwca 1950 w Chełmie) – polski urzędnik państwowy i samorządowy, dwukrotnie wojewoda chełmski.

## Życiorys
Ukończył studia na Politechnice Szczecińskiej. Zajmował kierownicze stanowiska w różnych przedsiębiorstwach.
W latach 1990–1994 pełnił funkcję wojewody chełmskiego. Następnie przez trzy lata był wiceprezesem zarządu Miejskiego Przedsiębiorstwa Energetyki Cieplnej w Chełmie. Po powstaniu rządu Jerzego Buzka został ponownie (z rekomendacji Akcji Wyborczej Solidarność) wojewodą.
Po reformie terytorialnej powołano go na urząd dyrektora generalnego Lubelskiego Urzędu Wojewódzkiego. W latach 2002–2006 był zastępcą prezydenta Chełma Krzysztofa Grabczuka. Przystąpił w tym czasie do Chrześcijańskiego Ruchu Samorządowego, zasiadł w jego radzie naczelnej, później związany z Platformą Obywatelską. W 2007 objął stanowisko dyrektora generalnego lubelskiego urzędu marszałkowskiego, następnie do 2010 był sekretarzem województwa, po czym pozostał pracownikiem administracji samorządowej. Został też przewodniczącym rady nadzorczej Międzynarodowych Targów Lubelskich i wiceprezesem zarządu Stowarzyszenia Samorządów Euroregionu Bug.
W 2000 otrzymał Złoty Krzyż Zasługi.